# Ashley Lawrence
Ashley Lawrence (Toronto, Ontario, Canadá; 11 de junio de 1995) es una futbolista canadiense que juega de mediocampista para la selección de Canadá y para el Chelsea de la Women's Super League de Inglaterra.

## Clubes
| Club                | País       | Año             |
| ------------------- | ---------- | --------------- |
| Toronto Lady Lynx   | Canadá     | 2013            |
| Ottawa Fury         | Canadá     | 2014            |
| Vaughan Azzurri     | Canadá     | 2016            |
| París Saint-Germain | Francia    | 2017 - 2023     |
| Chelsea             | Inglaterra | 2023 - presente |

## Palmarés

### Títulos nacionales
| Título              | Club                | País    | Año     |
| ------------------- | ------------------- | ------- | ------- |
| Copa de Francia     | París Saint-Germain | Francia | 2017-18 |
| Division 1 Féminine | París Saint-Germain | Francia | 2020-21 |

### Títulos internacionales
| Título                     | Equipo | Sede           | Año  |
| -------------------------- | ------ | -------------- | ---- |
| Juegos Olímpicos de Verano | Canadá | Río de Janeiro | 2016 |
| Juegos Olímpicos de Verano | Canadá | Tokio          | 2020 |

(*) Incluyendo la Selección